# Ланяско
Ланя̀ско (на италиански: Lagnasco; на пиемонтски: Lanasch, Ланаск) е село и община в Северна Италия, провинция Кунео, регион Пиемонт. Разположено е на 353 m надморска височина. Населението на общината е 1388 души (към 2010 г.).